# Doras
Doras — рід прісноводних риб родини Бронякові ряду сомоподібних. Має 5 видів. Викопний вид Doras dioneae відомий з часів міоцену.

## Опис
Загальна довжина представників цього роду коливається від 8 до 35 см. Голова масивна, дещо сплощена. Очі великі. Мають 3 пари коротеньких вусиків біля морди. Спинний плавець доволі високий, з 4—5 м'яких плавців та 1 гострим шипом. Грудні плавці невеличкі. За допомогою колючок спинного і грудних плавців можуть видавати гучні скреготіння. Черевні плавці дорівнюють грудним плавцям або трохи більше. Жировий плавець крихітний. Анальний плавець зігнутий, з короткою основою. Хвостовий плавець добре розвинений, з сильним вирізом.
Забарвлення верхньої частини та боків коричневе, сіре або чорне, нижня частина білувата.

## Спосіб життя
Зустрічаються в прісноводних водоймах. Воліють тихі спокійні місця. Активні вночі або сутінках. Вдень ховаються серед рослин, коренів і листя. Живляться рибою та водними безхребетними.

## Розповсюдження
Поширені в басейні річок Амазонка, Оріноко, Арагуая, Гуапоре, Ессекібо, Парагвай.

## Види
- Doras carinatus
- Doras higuchii
- Doras micropoeus
- Doras phlyzakion
- Doras zuanoni